# Orgaan van Corti

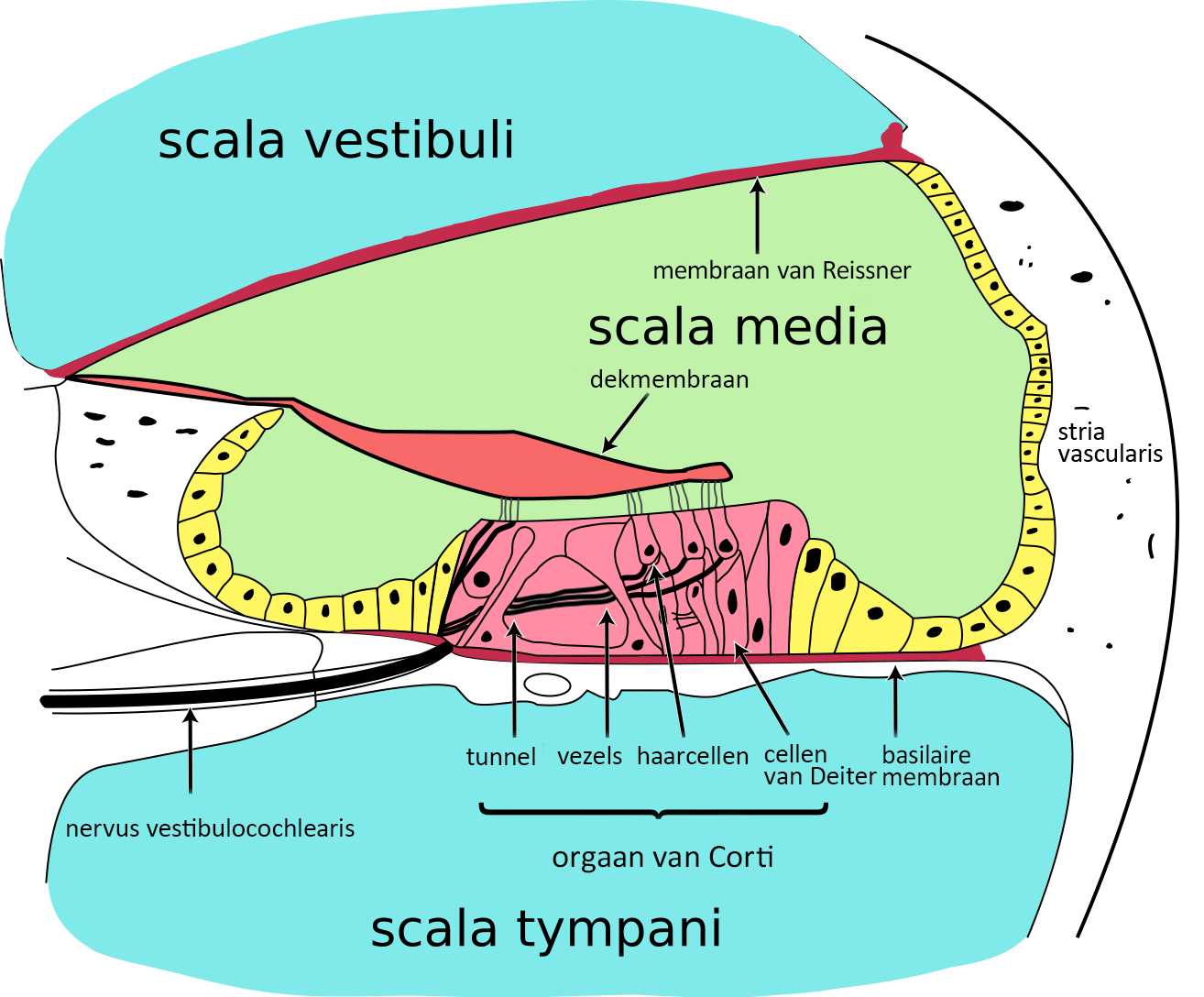
Dwarsdoorsnede van de cochlea

Het orgaan van Corti, organon spirale of organon spirale Cortii is het eigenlijke receptororgaan van het binnenoor. Het ligt als een epitheellaag over de hele lengte van de basilaire membraan. Op de basilaire membraan zitten zintuigcellen met haartjes (haarcellen) die prikkels doorgeeft aan de zenuwen die die dan op hun beurt doorgeeft aan de hersenen. 
Boven op de haarcellen ligt de membrana tectoria, een relatief onbeweeglijk dekvlies dat op de haren rust. De top van elke haarcel heeft stereocilia, die de membrana tectoria raken. Bij beweging van de basilaire membraan ten opzichte van de membrana tectoria worden de trilharen omgebogen, waardoor een receptorpotentiaal wordt opgewekt. Opwaartse beweging van de basilaire membraan veroorzaakt depolarisatie van de haarcellen, terwijl neerwaartse beweging hyperpolariserend werkt.
Het orgaan van Corti is genoemd naar de Italiaanse anatoom markies Alfonso Giacomo Gaspare Corti (1822–1876). Hij deed microscopisch onderzoek naar het hoorsysteem van zoogdieren.